# Oxychora eusticta
Oxychora eusticta är en fjärilsart som beskrevs av Louis Beethoven Prout 1913. Oxychora eusticta ingår i släktet Oxychora och familjen mätare. Inga underarter finns listade i Catalogue of Life.